# Gastone Moschin
 (mai 2025).
Si vous disposez d'ouvrages ou d'articles de référence ou si vous connaissez des sites web de qualité traitant du thème abordé ici, merci de compléter l'article en donnant les références utiles à sa vérifiabilité et en les liant à la section « Notes et références ».
 (mai 2025).
Gastone Moschin est un acteur italien, né le 8 juin 1929 à San Giovanni Lupatoto (province de Vérone, Vénétie) et mort à Terni (province de Terni, Ombrie) le 4 septembre 2017. Il est connu dans le cinéma américain pour avoir incarné Don Fanucci dans Le Parrain, 2e partie, le premier rival de Don Corleone.

## Biographie

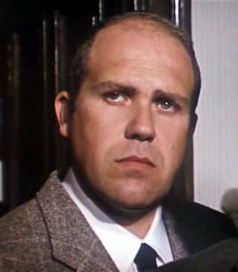
Dans Le Harem (1967)

Dans les années 1950, Gastone Moschin entame une carrière d'acteur au théâtre avec la « compagnia dello Stabile » de Gênes, le Piccolo teatro de Milan et le «Stabile» de Turin. En 1983, il forme sa propre compagnie avec laquelle il porte sur scène des œuvres de Carlo Goldoni (Sior Todero brontolon), Arthur Miller (Uno sguardo dal ponte), Anton Tchekhov (Il gabbiano).
Au cinéma, Gastone Moschin contribue à soixante-douze films (majoritairement italiens, outre de nombreux films étrangers ou coproductions), le dernier sorti en 1997. C'est au cours des années 1950 qu'il aborde le cinéma comme doubleur et acteur. Il débute en 1955  dans La Rivale d'Anton Giulio Majano, suivi par la comédie à l'italienne Hold-up à la milanaise  (Audace colpo dei soliti ignoti, 1960) de Nanni Loy, mais ce n'est qu'en 1962 qu'il est consacré comme interprète avec le rôle du fasciste Carmine Passante dans Les Années rugissantes (Anni ruggenti) de Luigi Zampa.
Mentionnons aussi Annonces matrimoniales d'Antonio Pietrangeli (1963, avec Sandra Milo et François Périer), Le Conformiste de Bernardo Bertolucci (1970, avec Jean-Louis Trintignant et Stefania Sandrelli), Le Parrain 2 de Francis Ford Coppola (1974, avec Al Pacino et Robert De Niro), où il interprète le rôle de Don Fanucci, Une femme à sa fenêtre de Pierre Granier-Deferre (1976, avec Romy Schneider et Philippe Noiret), ou encore Le Lion du désert de Moustapha Akkad (1981, avec Anthony Quinn et Oliver Reed).
Pour la télévision, de 1960 à 2001, il participe à neuf séries et à neuf téléfilms. Il apparaît pour la dernière fois au petit écran en 2000-2001, dans la série Un sacré détective (avec Terence Hill).
Durant sa carrière, Gastone Moschin est également très actif au théâtre, où il joue dès les années 1950, notamment à Gênes (Teatro Stabile di Genova), Milan (Piccolo Teatro di Milano) et Turin (Teatro Stabile di Torino).
Gastone Moschin est mort à l'hôpital de Terni le 4 septembre 2017.

## Filmographie sélective

### Au cinéma
- 1960 : Hold-up à la milanaise (Audace colpo dei soliti ignoti) de Nanni Loy
- 1961 : Quelle joie de vivre (Che gioia vivere) de René Clément
- 1962 : Les Années rugissantes (Anni rugenti) de Luigi Zampa
- 1962 : Le Commando traqué (Tiro al piccione) de Giuliano Montaldo
- 1963 : Les Femmes des autres (La rimpatriata) de Damiano Damiani
- 1963 : Annonces matrimoniales (La visita) d'Antonio Pietrangeli
- 1963 : Le Procès des doges (Il fornaretto di Venezia) de Duccio Tessari
- 1964 : Les Cent Cavaliers (I cento cavalieri) de Vittorio Cottafavi
- 1965 : Sept Hommes en or (Sette uomini d'oro) de Marco Vicario
- 1966 : Du mou dans la gâchette de Louis Grospierre
- 1966 : Les Ogresses (Le Fate), film à sketches, segment Fata Armenia de Mario Monicelli
- 1966 : La CIA mène la danse (Il grande colpo dei sette uomini d'oro) de Marco Vicario
- 1966 : Le stagioni del nostro amore de Florestano Vancini
- 1966 : Ces messieurs dames (Signore & signori) de Pietro Germi
- 1967 : Le Harem (L'harem) de Marco Ferreri
- 1967 : Le Plus Vieux Métier du monde, film à sketches, segment Les Nuits romaines de Mauro Bolognini
- 1968 : La moglie giapponese de Gian Luigi Polidoro
- 1968 : La nuit est faite pour... voler (La notte è fatta per... rubare) de Giorgio Capitani
- 1968 : Les Russes ne boiront pas de Coca-Cola (Italian Secret Service) de Luigi Comencini
- 1968 : Sissignore d'Ugo Tognazzi
- 1968 : Opération fric (Sette volte sette) de Michele Lupo
- 1969 : Le Spécialiste (Gli specialisti) de Sergio Corbucci
- 1969 : Dove vai tutta nuda? de Pasquale Festa Campanile
- 1970 : Mister Superinvisible (L'inefferabile invincibile Mr. Invisibile) d'Antonio Margheriti
- 1970 : Nini Tirebouchon (Ninì Tirabusciò, la donna che inventò la mossa) de Marcello Fondato
- 1970 : Le Week-end des assassins (Concerto per pistola solista) de Michele Lupo
- 1970 : Le Conformiste (Il conformista) de Bernardo Bertolucci
- 1971 : Io non vedo, tu non parli, lui non sente de Mario Camerini
- 1971 : Scandale à Rome (Roma bene) de Carlo Lizzani
- 1972 : Milan calibre 9 (Milano calibro 9) de Fernando Di Leo
- 1972 : Don Camillo et les Contestataires (Don Camillo e i giovanni d'oggi) de Mario Camerini : Don Camillo
- 1972 : Causa di divorzio de Marcello Fondato
- 1972 : Les Maffiosi (La violenza : Quinto potere) de Florestano Vancini
- 1973 : Il delitto Matteotti de Florestano Vancini
- 1973 : Ce cochon de Paolo (Paolo il caldo) de Marco Vicario
- 1974 : Le Parrain, 2e partie (Mario Puzo's The Godfather : Part II) de Francis Ford Coppola
- 1974 : L'erotomane de Marco Vicario
- 1974 : E cominciò il viaggio nella vertigine de Toni De Gregorio (it)
- 1974 : Commissariat de nuit (Commissariato di notturna) de Guido Leoni
- 1975 : Mes chers amis (Amici miei) de Mario Monicelli
- 1976 : Une femme à sa fenêtre de Pierre Granier-Deferre
- 1977 : Poliziotto senza paura de Stelvio Massi
- 1977 : La Maîtresse légitime (Mogliamente) de Marco Vicario
- 1980 : Si salvi chi vuole de Roberto Faenza
- 1980 : La compagna di viaggio de Ferdinando Baldi
- 1981 : Le Lion du désert (Lion of the Desert) de Moustapha Akkad
- 1982 : Mes chers amis 2 (Amici miei atto II) de Mario Monicelli
- 1983 : Scherzo del destino in agguato dietro l'angolo come un brigante da strada de Lina Wertmüller
- 1985 : Mes chers amis 3 (Amici miei atto III) de Nanni Loy
- 1986 : Une épine dans le cœur (Una spina nel cuore) d'Alberto Lattuada
- 1988 : Rimini, Rimini - un anno dopo de Bruno Corbucci
- 1991 : Donne con le gonne de Francesco Nuti
- 1996 : I magi randagi de Sergio Citti
- 1997 : Porzus de Renzo Martinelli

### À la télévision

#### Séries
- 1964 : Les Misérables (I miserabili)
  - Saison unique, 11 épisodes : Jean Valjean
- 2000-2001 : Un sacré détective (Don Matteo)
  - Saisons 1 et 2, 31 épisodes : L'Évêque

#### Téléfilms
- 1962 : Operazione Vega de Vittorio Cottafavi
- 1977 : Le uova fatali d'Ugo Gregoretti
- 1991 : Les Ritals de Marcel Bluwal : Luigi

## Théâtre (sélection)

### Teatro Stabile di Genova
(Teatro Duse (it) de Gênes, sauf mention contraire)
- 1955 : I mariti d'Achille Torelli ; Amphitryon (Anfitrione) de Plaute ; Ondine (Ondina) de Jean Giraudoux
- 1956 : Ivanov d'Anton Tchekhov ; Oreste de Vittorio Alfieri, mise en scène d'Enrico Maria Salerno (Teatro Alfieri, Asti) ; Une femme trop honnête (Una donna troppo onesta) d'Armand Salacrou, mise en scène d'Enrico Maria Salerno
- 1957 : Il diavolo Peter de Salvato Cappelli ; La moglie ideale de Marco Praga, mise en scène d'Enrico Maria Salerno ; Les Démons (I demoni), adaptation par Diego Fabbri du roman éponyme de Fiodor Dostoïevski ; La gibigianna de Carlo Bertolazzi ; Mesure pour mesure (Measure for Measure / Misura per misura) de William Shakespeare
- 1958 : La conchiglia all'orecchio de (et mise en scène par) Valentino Bompiani (Teatro del Casinò, San Remo) ; Un nommé Judas (Un tale chiamato Giuda) de Claude-André Puget et Pierre Bost, avec Enrico Maria Salerno ; Desiderio del sabato sera de Luigi Candoni, avec (et mise en scène par) Enrico Maria Salerno : La locandiera de Carlo Goldoni (en tournée à Rio de Janeiro)
- 1964 : Troïlus et Cressida (Troilus and Cressida / Troilo e Cressida) de William Shakespeare, avec Luigi Vannucchi, Omero Antonutti
- 1988 : L'École des femmes (La scuola delle mogli) de Molière, mise en scène de Gianfranco De Bosio

### Piccolo Teatro di Milano
- 1958 : L'Opéra de quat'sous (Die Dreigroschenoper / L'opera da tre soldi), pièce avec chants de Bertolt Brecht, musique de Kurt Weill, adaptation d'Ettore Gaipa, Gina Negri et Giorgio Strehler, mise en scène de Giorgio Strehler, direction musicale Bruno Maderna
- 1959 : Mercadet le faiseur (Mercadet l'affarista) d'Honoré de Balzac, adaptation de Carlo Terron, musique de scène Fiorenzo Carpi ; Platonov (Platonov e altri) d'Anton Tchekhov, adaptation d'Ettore Le Gatto, mise en scène de Giorgio Strehler, musique de scène Fiorenzo Carpi, avec Valentina Cortese ; Come nasce un soggetto cinematografico de Cesare Zavattini, musique de scène Fiorenzo Carpi

### Teatro Stabile di Torino
(Teatro Carignano, Turin)
- 1977 : Oncle Vania (Zio Vanja) d'Anton Tchekhov
- 1979 : Les Géants de la montagne (I giganti della montagna) de Luigi Pirandello

## Récompenses
- Ruban d'argent du meilleur acteur dans un second rôle gagné :
  - En 1967, pour Ces messieurs dames ;
  - Et en 1986, pour Mes chers amis 3.